# 极速前进28
《极速前进28》（The Amazing Race 28），是CBS的流行真人競賽節目《极速前进》的第二十八季。本季參賽的十一對隊伍均為有既定關係的社交媒體紅人，他們將為最終大獎——一百萬美元進行環球旅行競賽。
香港無綫電視明珠台於2017年5月5日起逢星期五晚上8時30分播出，及於myTV SUPER免費區提供節目重溫（集數上傳後7日後會刪除）。

## 製作

### 發展及拍攝

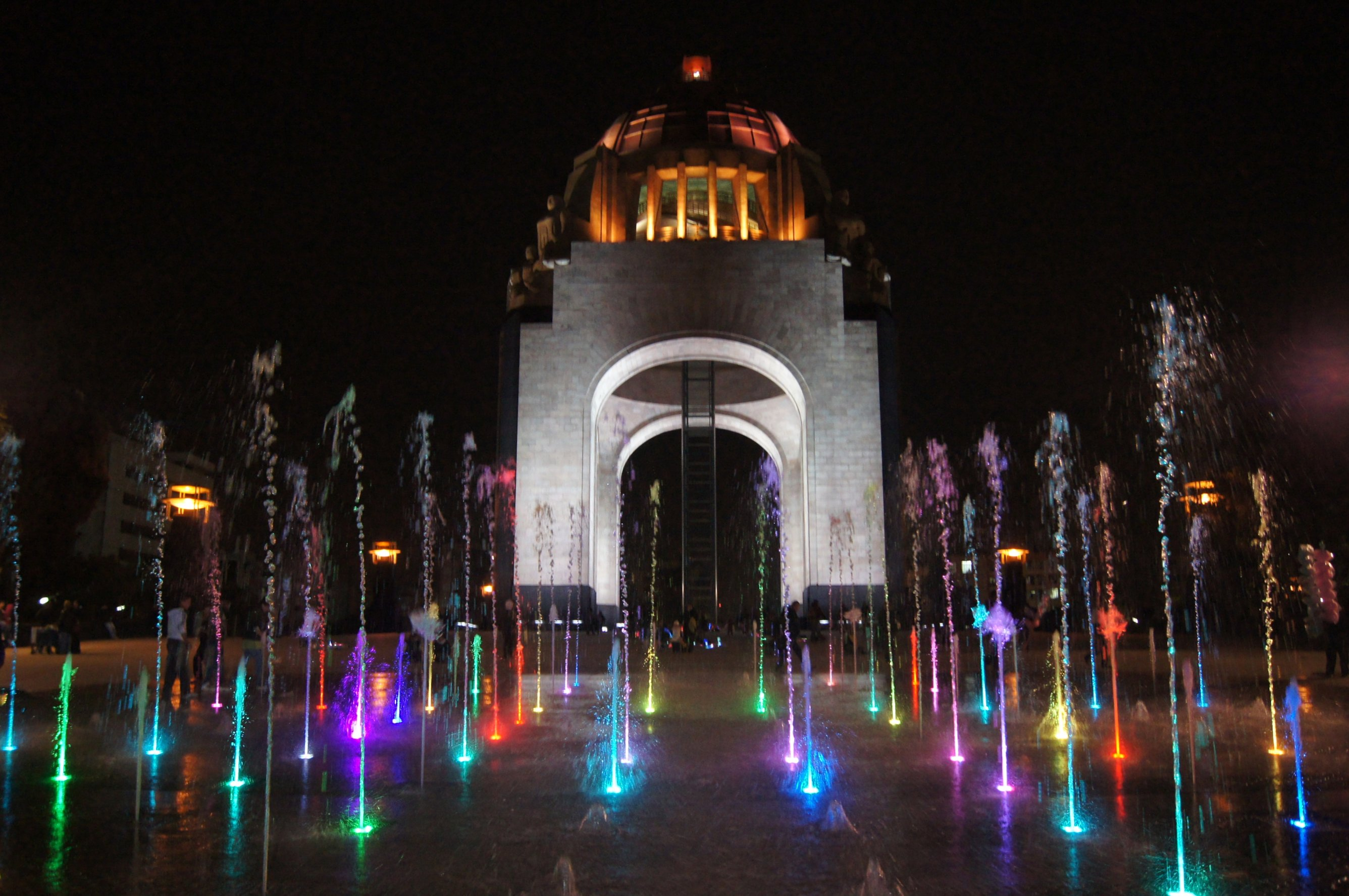
本季的第一赛段将在墨西哥城的革命纪念塔进行现场直播。

本季的第一賽段的比賽進行期間，將會有一小部分在CBS的官方網站上進行不涉及名次和劇透的直播。本季將在11月15號開始拍攝。本季亦将首次到访哥伦比亚， 亚美尼亚和格鲁吉亚。

### 參賽者
本季的參賽者全為社交媒體紅人。

### 起跑线
本季为首次队伍不在同一地点起跑，主持人Phil将会在起跑当日以视频模式通知队伍进行起跑，队伍将会在不同的城市乘坐飞机前往第一个目的地，但到达时间将会相同。

## 比賽結果
因為可能要增刪一些資料，此列表並不一定會完全反映所有播映版本的內容。下表列出的隊員關係為節目拍攝時期的狀態，關係描述為官方版本。
| 隊伍               | 關係          | 分段比賽成績 | 分段比賽成績 | 分段比賽成績 | 分段比賽成績 | 分段比賽成績 | 分段比賽成績 | 分段比賽成績 | 分段比賽成績 | 分段比賽成績 | 分段比賽成績 | 分段比賽成績 | 分段比賽成績 | 路障完成情况          |
| 隊伍               | 關係          | 1            | 2            | ⊂3⋑1         | 4            | 5            | 6            | 7            | 8            | 94           | 10           | 11           | 12           | 路障完成情况          |
| ------------------ | ------------- | ------------ | ------------ | ------------ | ------------ | ------------ | ------------ | ------------ | ------------ | ------------ | ------------ | ------------ | ------------ | --------------------- |
| Dana & Matt        | 舞動情侶      | 1st          | 4th          | 4th          | 3rd          | 3rd          | 4th          | 4th          | 5th          | 4th          | 3rd          | 2nd          | 1st          | Dana 7, Matt 7        |
| Cole & Sheri       | 母子          | 9th          | 8th          | 6th2         | 7th          | 7th          | 7th          | 5th          | 6th          | 3rd          | 4th          | 3rd          | 2nd          | Cole 7, Sheri 7       |
| Tyler & Korey      | 好友          | 2nd          | 1st          | 2nd          | 2nd          | 1st          | 6th          | 6th          | 3rd          | 1st          | 1st⊃         | 1st          | 3rd          | Tyler 7, Korey 7      |
| Burnie & Ashley    | 情侶          | 6th          | 3rd          | 3rd          | 4th          | 6th          | 2nd          | 2nd          | 2nd          | 2nd          | 2nd⋑5        | 4th          |              | Burnie 6, Ashley 6    |
| Kurt & Brodie      | 專業飛盤玩家  | 5th          | 2nd          | 1st          | 1st          | 2nd          | 1st          | 3rd          | 1stε         | 5th          | 5th⊂         |              |              | Kurt 6, Brodie 53     |
| Zach & Rachel      | 新婚夫婦      | 3rd          | 6th          | 9th          | 5th          | 5th          | 3rd          | 1st          | 4th          | 6th          |              |              |              | Zach 6, Rachel 4      |
| Blair & Scott      | 父女          | 11th         | 9th          | 8th          | 8th          | 4th          | 5th          | 7th          |              |              |              |              |              | Blair 3, Scott 4      |
| Erin & Joslyn      | Youtube主持人 | 10th         | 5th          | 7th          | 6th          | 8th          |              |              |              |              |              |              |              | Erin 3, Joslyn 2      |
| Jessica & Brittany | Instagram模特 | 7th          | 7th          | 5th          | 9th          |              |              |              |              |              |              |              |              | Jessica 3, Brittany 1 |
| Cameron & Darius   | 兄弟          | 4th          | 10th         | 10th         |              |              |              |              |              |              |              |              |              | Cameron 1, Darius 2   |
| Marty & Hagan      | 母女          | 8th          | 11th         |              |              |              |              |              |              |              |              |              |              | Marty 1, Hagan 1      |

- 紅 : 該隊已被淘汰
- 下線藍：該隊最後抵達非淘汰提示站，他們須在下賽段接受「減速障礙」（Speed Bump）任務。
- 棕⊃或青⊃：該隊為兩隊中，使用「雙重迴轉」（Double U-turn）之其中一隊隊伍；⊂或⋐是被指定迴轉的队伍。⊂ ⋑表示回转未使用。
- 紫ε：該隊於賽段中使用「迅速通關卡」（Express Pass）。洋紅ə：該隊於賽段中使用，獲另一隊給予的第二張「迅速通關卡」。
- 綠ƒ：該隊贏得「通行證」（Fast Forward）；而附有ƒ的賽程號碼表示雖然該賽段有通行證但並無隊伍選擇使用。
- 下线黑：該賽段提示站並無設強制休息時段，隊伍被指示立即進入下一賽段繼續比賽，而本賽段的首名隊伍不會獲賽段獎項。

1. ^  第三赛段中有一个回转，但由于没有队伍使用，该回转没有被播出。
2. ^  Cole & Sheri为第六队抵达中继站，但由于Cole在路障任务时犯规多拿了一个背包，所以被判罚30分钟的罚时。但最后他们的名次依然没变，因此并没有被播出。
3. ^  Brodie & Kurt在第八赛段用迅速通關卡跳过了路障任务，但是由于路障是由Brodie来做，所以该路障计算在内。
4. ^  第九赛段有两个路障任务，所以每名队员各要完成一个路障任务。
5. ^  Burnie & Ashley原本回转Tyler & Korey，但后者已经到达过回转，所以该回转无效。

## 每集標題語錄
每集標題通常引用自參加者說過的話。
1. "I Should've Been a Boy Scout" （墨西哥城，墨西哥）– Blair
2. "You Look Like Gollum" （卡塔赫纳，哥伦比亚）– Burnie
3. "Bros Being Jocks" （卡塔赫纳，哥伦比亚）– Tyler
4. "Get It Trending" （日内瓦，瑞士）– Tyler
5. "We're Only Doing Freaky Stuff Today" （霞慕尼，法國）– Brodie
6. "Let the good times roll" （埃里温，亚美尼亚）– Brodie
7. "Welcome To Bloody Fingers 101" （第比利斯，格魯吉亞）– Brodie
8. "I Have a Wedgie and a Half" （迪拜，阿联酋）– Dana
9. "Salt That Sand!" （巴厘岛，印度尼西亚）– Brodie
10. "Monkey Dance!" （伦邦岸岛，印度尼西亚）– 路线任务内容
11. "That's Money, Honey" （深圳，中國）– Korey
12. "The Only First That Matters" （聖塔芭芭拉，美國）– Cole

## 獎項
個人獎項颁發给每赛段的冠軍隊伍。所有旅程都是由Travelocity提供。
- 第一段 - 每人2000美元 (未播出)
- 第二段 - 圣托马斯岛双人游
- 第三段 - 希腊米科诺斯岛双人游
- 第四段 - 每人3000美元
- 第五段 - 菲律宾长滩岛双人游
- 第六段 - 迅速通关卡一张（必须在第九赛段或之前使用）
- 第七段 - 特克斯和凯科斯群岛双人游
- 第八段 - 芬兰赫尔辛基双人游
- 第九段 - 每人5000美元
- 第十段 - 阿拉斯加豪华游轮双人游
- 第十一段 - 未知[1]
- 第十二段 - 一百萬美元

## 旅程
美国 →  墨西哥 →  哥伦比亚 →  瑞士 →  法國 →  亞美尼亞 →   →  阿联酋 →  印度尼西亞 →  中国 →  美国

## 賽段摘要

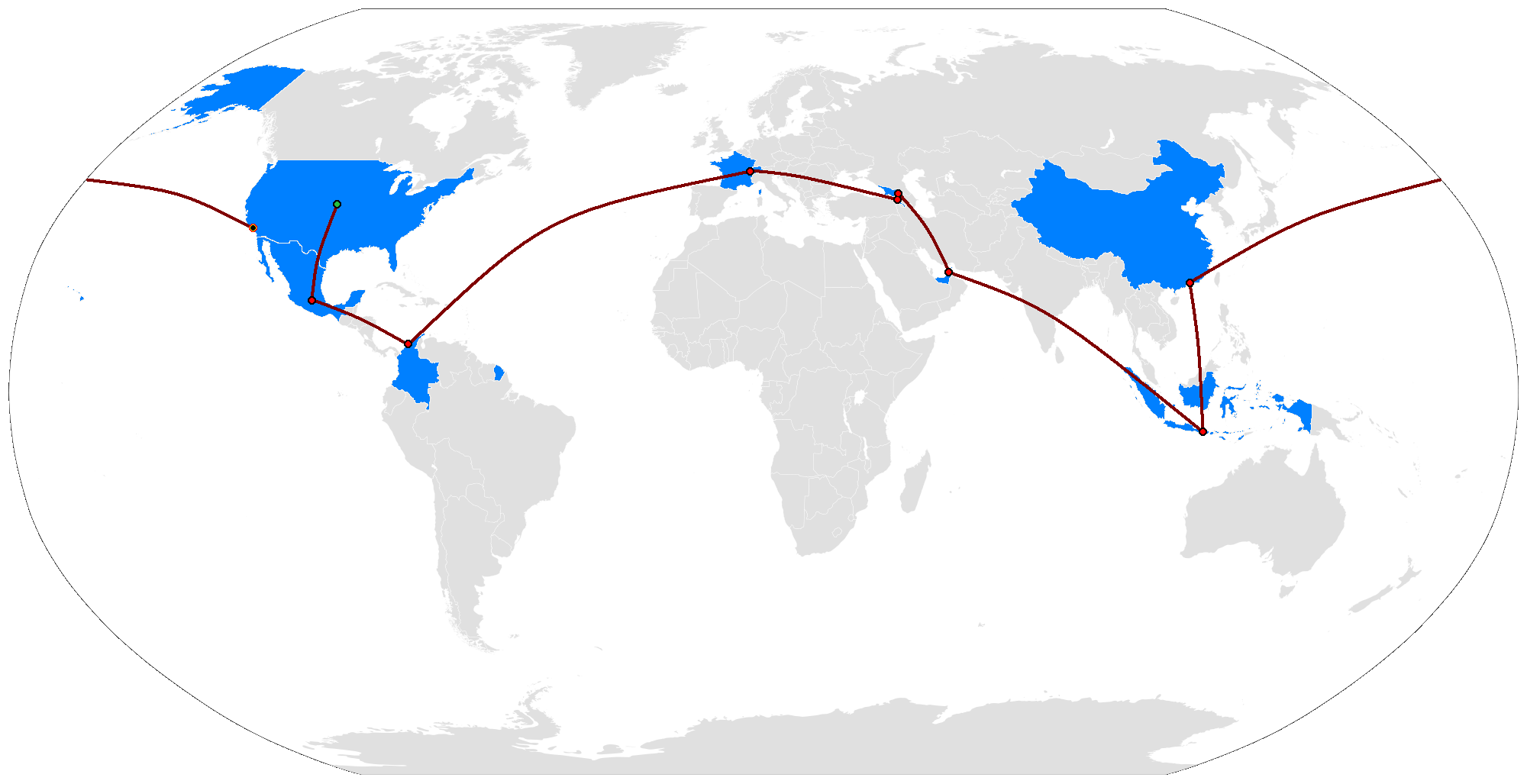
第28季路线图

### 第一段（美國 → 墨西哥）
- 美国（起點線）

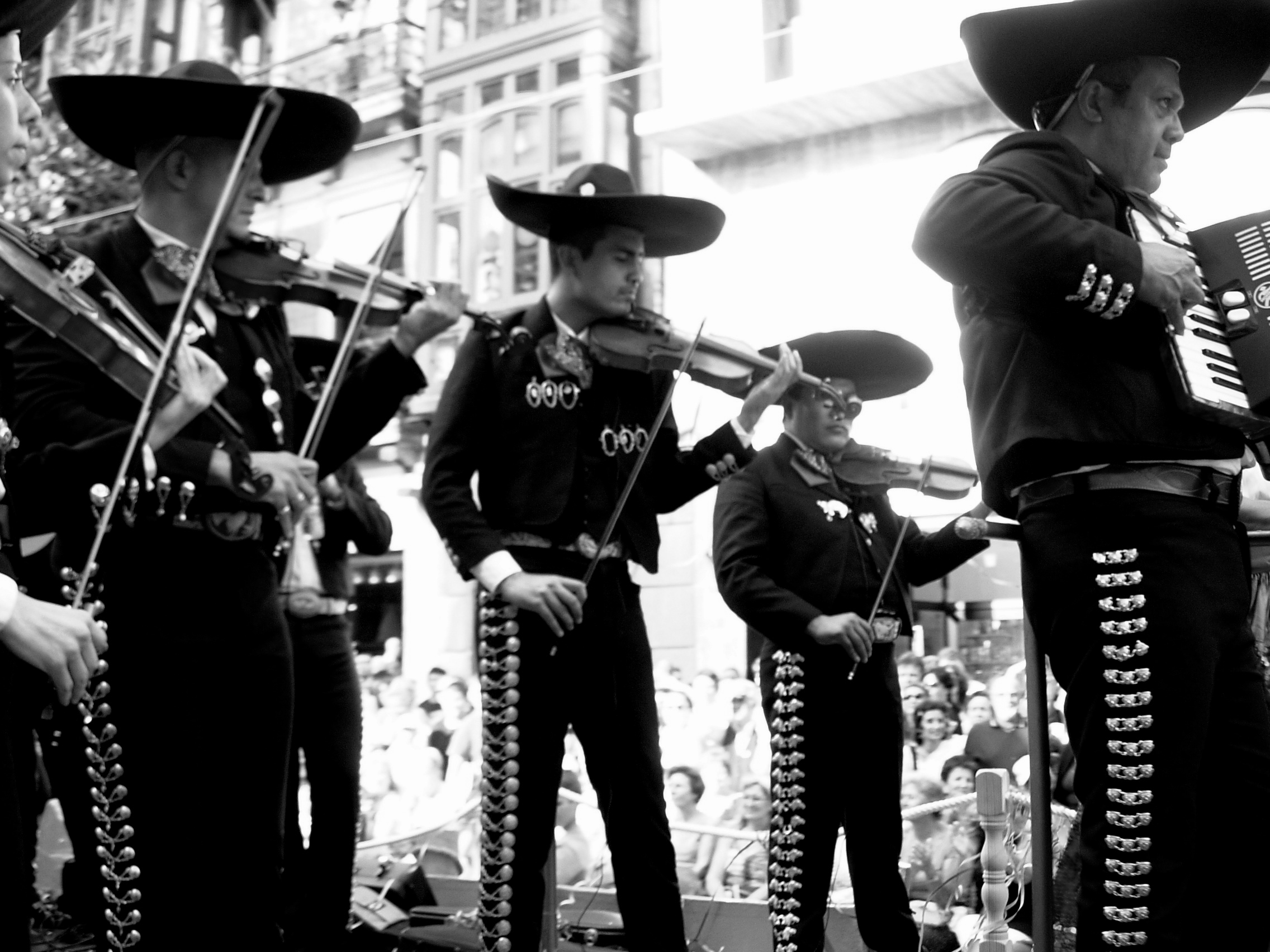
本赛季的首个绕道任务，其中一个将和墨西哥街头乐队有关.

- 墨西哥, 墨西哥城 (墨西哥城貝尼托·胡亞雷斯國際機場)
- 墨西哥城 (革命紀念塔) [AT1]
- 墨西哥城（加里波第廣場 或 倉庫天台）
- 特奥蒂瓦坎（洞穴公园） [AT2]
- 墨西哥城（索馬亞博物館）

本赛段任务摘要：
注：起點線為參賽隊伍的家。
绕道：队伍要选择“狂野街头乐队”或“烈火公牛”任一任务。
- 在狂野街头乐队（Mariachi Madness）中，队伍要在广场里选择一个350人的流浪乐队，然后在嘈杂的演奏中找出一个在乐队里假装在演奏的人，把这个人带到裁判前，裁判判定正确就能获得下一条线索。
- 在烈火公牛（Great Bulls of Fire）中，队伍要前往一个仓库天台，制作一个叫做'torito'的纸制公牛模型，做好并获得裁判认可后，队伍要连上鞭炮将它点火烧起，就能获得下一条线索。

路障：“誰准备好捡起碎片？”（"Who is ready to pick up the pieces?"）：一名队员需要进入地洞，仔细聆听鼓点的节拍找到发掘现场，然后要发掘13块阿兹特克面具的碎片，并将碎片重新拼成一块面具，如果拼凑无误，部落首领会交出下一条线索。
附加任务：
- [AT1]：到达墨西哥城后，队伍要前往革命紀念塔寻找主持人菲尔·基奥汉，并获得下一条线索。
- [AT2]：绕道后，队伍前往洞穴公园，并要登记第二天早上三个出发时间（07:30，07:40，07:50）。

### 第二段（墨西哥 → 哥伦比亚）

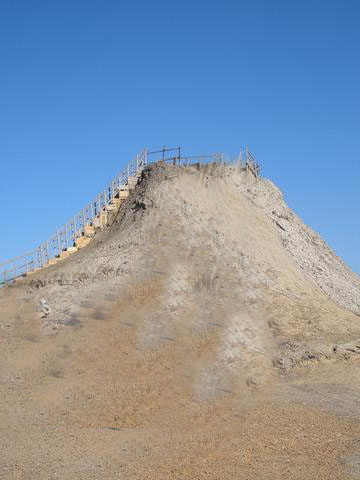
本赛段的路障，队伍要前往埃尔托图莫火山顶上的泥浴池上进行任务.

- 墨西哥城 (墨西哥城貝尼托·胡亞雷斯國際機場) 到  哥伦比亚, 卡塔赫纳（拉斐尔·努涅斯国际机场）
- 圣卡塔利娜（埃尔托图莫火山）
- 卡塔赫纳（米路法兰杜拉鲜果汁店）[AT1]
- 卡塔赫纳（曼萨尼约埃斯特拉大海滩）
- 卡塔赫纳（玻利瓦尔广场（西班牙语：Parque de Bolívar (Cartagena de Indias)））

本赛段任务摘要：
路障：“誰热情如泥？”（"Who is a hot mess?"）：一名队员需要爬上火山顶然后进入泥浴池，然后要搜寻隐藏在池中的小挂包，每一个都装着一个宝石，如果是祖母绿宝石的话，队员要将它清洗干净，带到山下交给附近海岸边的裁判判定，判定正确后裁判会指出海中央的线索箱，队员要游过去自行拿到下一条线索。
减速障碍： Scott & Blair由于上赛段最后一名到达，本赛段要进行一项额外的减速任务：他们要在海边帮助渔民把一个大鱼网拉上岸，然后用手将鱼抓进桶里就能继续前进。
绕道：队伍要选择“筑起”或“烧烤”任一任务。
- 筑起（Pop-Up）中，队伍要在沙滩上，队伍要跟着旁边的车棚作为范例，利用提供的工具搭建一个一模一样的车棚，裁判判定满意后，队伍可以指引汽车驶入车棚，从司机手中获得下一条线索。
- 烧烤（Parrilla）中，队伍要根据指示要求，准备三份哥伦比亚特色的烤鱼，裁判判定满意后要将三份完成品送给派对的宾客，就能获得下一条线索。

附加任务：
- [AT1]：路障后，队伍要前往「米路法兰杜拉鲜果汁店」（Terraza Melló Farádula），在那里队伍要寻找一桌正在玩骨牌的当地人，在桌上放有他们的线索。

### 第三段（哥伦比亚）
- 卡塔赫纳（圣地亚哥广场）[AT1]

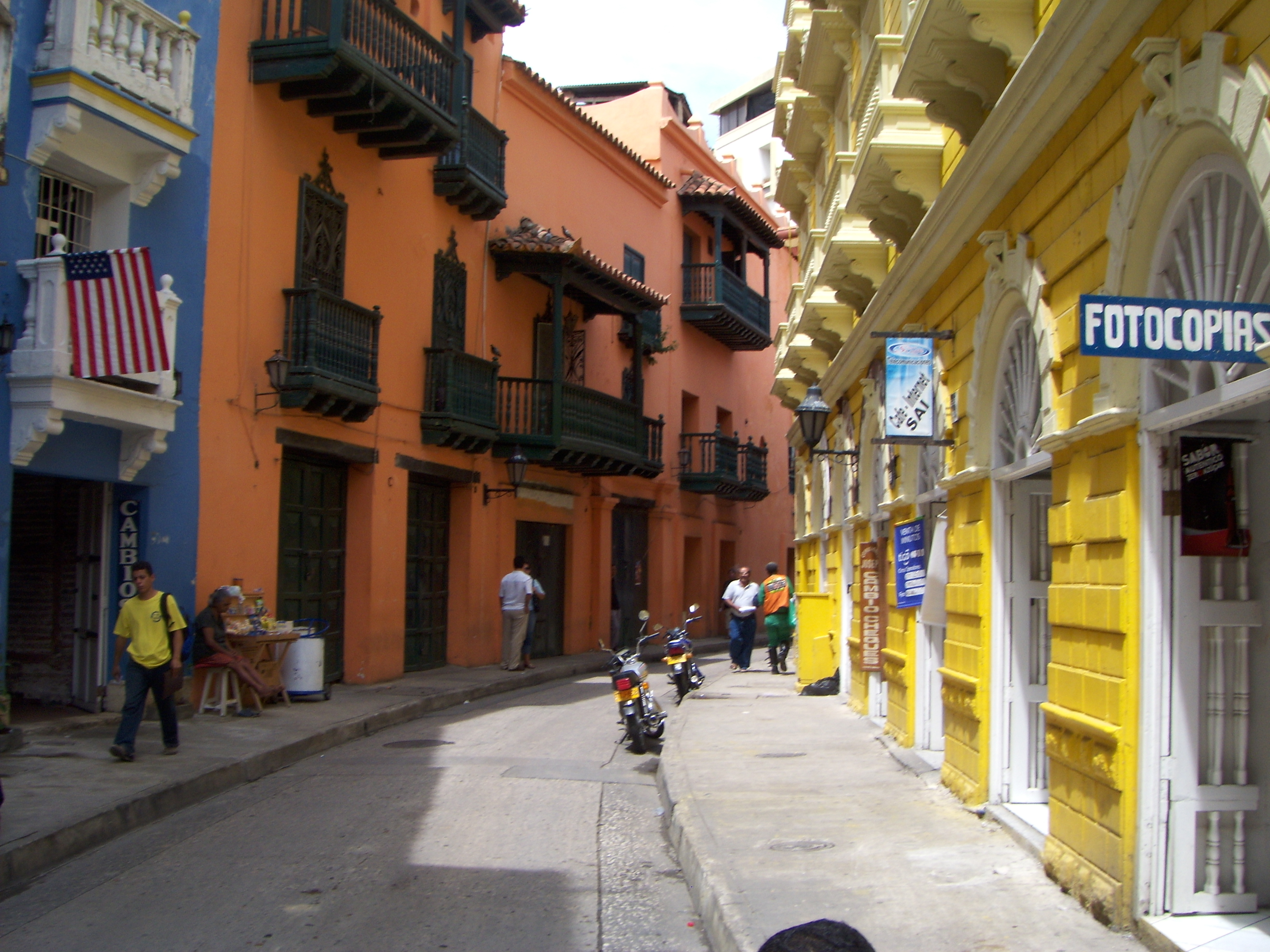
本赛段队伍要在卡塔赫纳殖民时期的建筑物之间进行比赛

- 卡塔赫纳（圣费利佩代巴拉哈斯城堡）[AT2]
- 卡塔赫纳（湖大道 或 y Cancha de Tejo Ciracari餐廳）（未播出）
- 卡塔赫纳（圣胡安迪奥斯大街）
- 卡塔赫纳（巴卢阿特圣地亚哥）

本赛段任务摘要：
绕道：队伍要选择“车票”或“提奧”任一任务。
- 车票（Tickets）中，队伍要选择一辆巴士，并成为公交乘务员。他们需要在巴士运行的途中招揽乘客，赚到20,000比索（大约为5.98美元）后，把钱交给领导后就能获得下一条线索。
- 提奧（Tejo）中，队伍要参与一个哥伦比亚的传统游戏"Tejo"--一个利用金属盘和火药进行的投掷游戏。一旦他们能打中三个目标，就能获得下一条线索。

路障：“誰来拿袋子？”（"Who's left holding the bag?"）：一名队员需要选择一个阿尔瓦科背包（一个土著背包），然后在街道上的多个地摊中精确匹配出两个设计一模一样的背包，找到后把它交给指定摊主就能获得下一条线索。
附加任务：
- [AT1]：本赛段开始后，队伍要前往圣地亚哥广场，然后在一群波利拉舞者中寻找下一道线索。
- [AT2]：队伍要潜入圣费利佩代巴拉哈斯城堡的地下墓穴寻找线索箱，从而取得绕道的线索。

### 第四段（哥伦比亚 → 瑞士 → 法國）

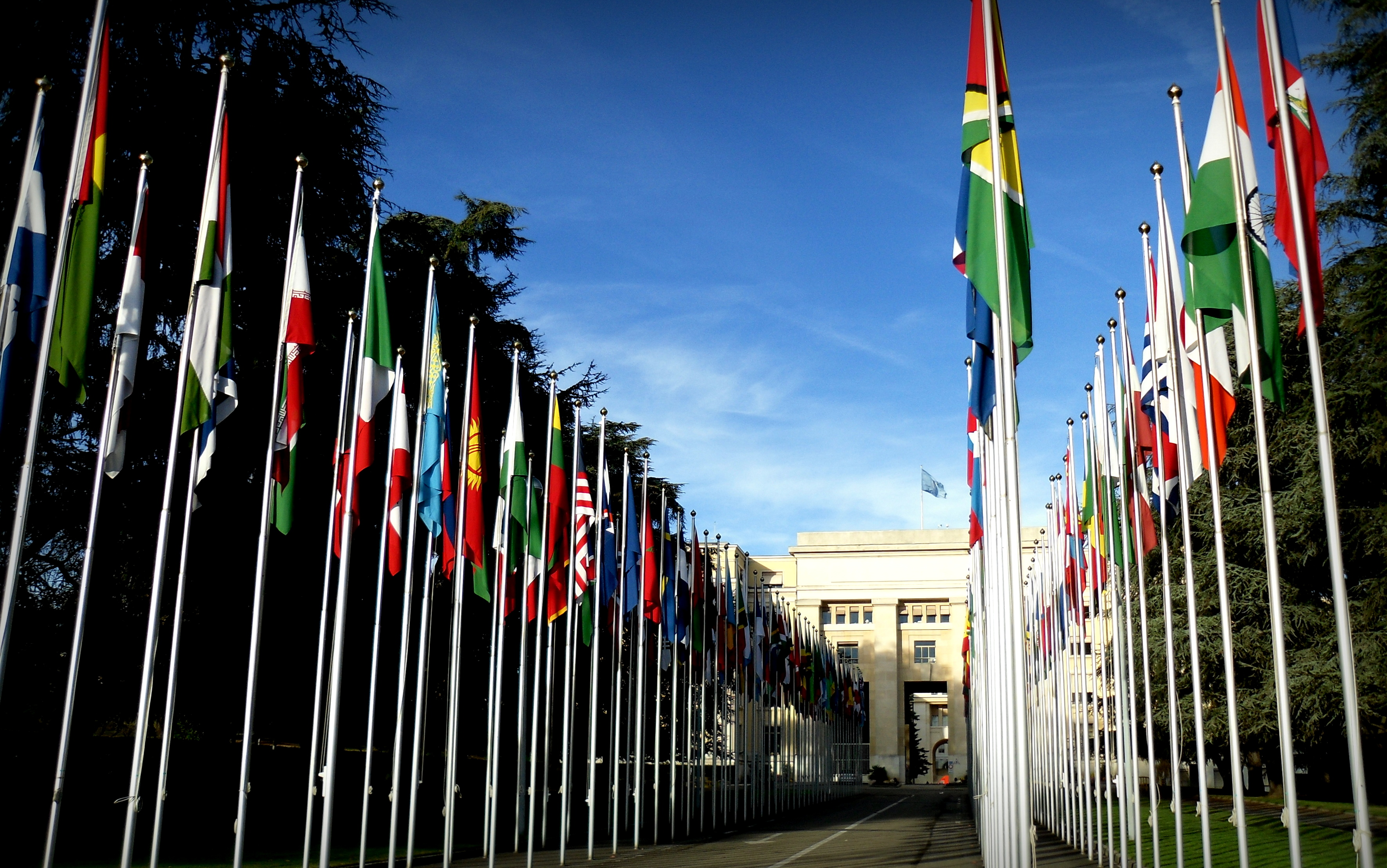
本赛段的路障任务，将会在日内瓦的万国宫进行，图为万国宫。

- 卡塔赫纳（拉斐尔·努涅斯国际机场）  到  瑞士，日内瓦（日内瓦国际机场）
- 日内瓦（大喷泉） [AT1]
- 日内瓦（巧克力老店） [AT2]
- 日内瓦（日內瓦旗艦店 或 特椰林陰大道（法语：Promenade de la Treille））
- 日内瓦（斷椅紀念碑） [AT3]
- 日内瓦（万国宫）
- 日内瓦（日内瓦科尔纳万车站） 到  法国，霞慕尼 （霞慕尼勃朗峰火车站）
- 霞慕尼（友谊广场）

本赛段任务摘要：
绕道：队伍要选择“工作桌”或“工作椅”任一任务。
- 在工作桌（Work Bench）中，队伍要将27个组件重新组装成一把瑞士军刀，一旦组装正确就能获得下一条线索。
- 在工作椅（Bench Work）中，队伍要前往特椰林陰大道，找到世界上最长的一道长凳，然后队伍要各拿一份报纸，然后两位队员要交替逐步前进坐下，并估算出这张长凳最多能坐多少人，一旦能算出正确答案（190-197），就能获得下一条线索。

路障：“谁要过国旗日？”（"Who has a banner day?"）：一名队员要在万国宫的国旗位置版中，找出10个标志着的联合国成员国家（分别为白俄罗斯、哥斯达黎加、埃塞俄比亚、印度、利比里亚、荷兰、挪威、南非、土耳其、乌拉圭），然后根据国旗位置版在后面的相应位置找出对应的国旗，全部正确就能获得下一条线索。
附加任务：
- [AT1]：抵达日内瓦后，队伍要前往大喷泉找到下一条线索。
- [AT2]：队伍要找到巧克力老店，并拿到号码牌决定第二天的开始时间。在第二早，队伍要进入巧克力店，拿到一个巧克力盒，里面装着下一条线索。
- [AT3]：队伍要前往斷椅紀念碑找到路障线索。

### 第五段（法國）
- 霞慕尼（友谊广场） [AT1]
- 霞慕尼（大蒙特缆车站） [AT2]

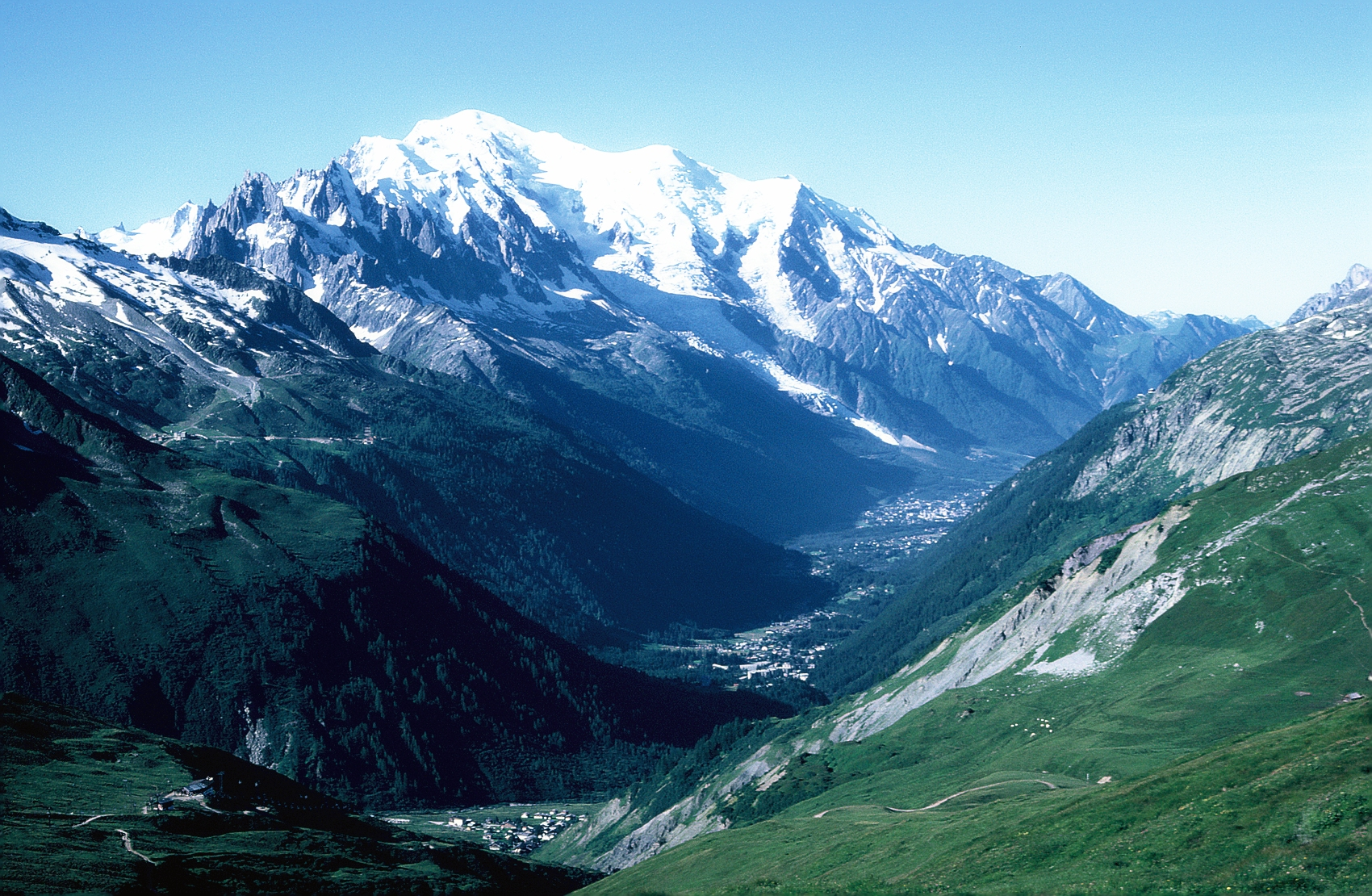
本赛段队伍要登上勃朗峰，进行两项与雪山有密切关联的绕道任务.

- 霞慕尼（勃朗峰-大蒙特观景台） [AT3]
- 霞慕尼（普朗普拉兹缆车站）
- 霞慕尼（加百列．帕卡德医生雕像）

本赛段任务摘要：
绕道：队伍要选择“炸药”或“营地”任一任务。
- 在炸药（Dynamite）中，队伍要拿到两綑炸药，并和一条法国长面包一起穿过崎岖的山路运送到山腰，完整运送后就能获得下一条线索。
- 在营地（Campsite）中，队伍要在雪上设置一个登山帐篷，并要在帐篷周围建一个防护用的雪墙，当专业人员满意后就能获得下一条线索。

路障：“谁感到风在翼下吹过？”（"Who feels the wind beneath their face?"）：一名队员要在高达7000英尺（2 100米）的奧斯特谷与滑翔伞教练一起滑翔。在滑翔途中，队员要留意到地面上有一个雪人挥动着法国旗帜。当他们降落后，向地面工作人员正确回答刚才看见的国旗名称-法国后，就能获得下一条线索。
附加任务：
- [AT1]：队伍要在附近的街道上，找到附有在各自线索上的法国车牌号码的相对应的车辆，然后乘坐该车前往指定地点。
- [AT2]：队伍在大蒙特缆车站挑选一位登山向导，然后乘坐缆车，登上勃朗峰旁的大蒙特观景台。
- [AT3]：一名队员要悬吊在绳索上，绳吊到另一边的悬崖以拿到挂在悬崖上面绕道的线索。

### 第六段（法國 → 亚美尼亚）

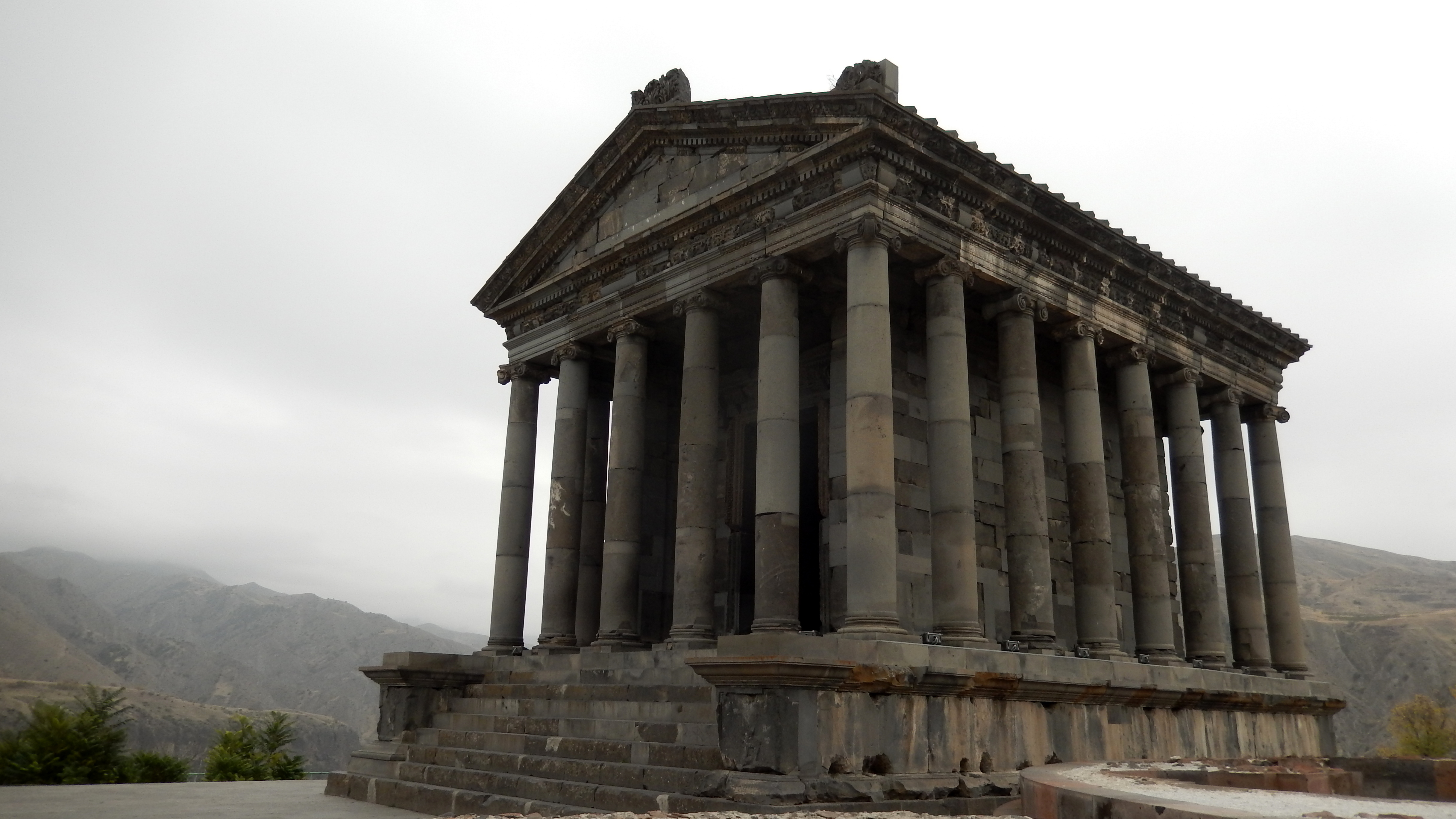
本赛段的中继站-加尼神廟，图为加尼神廟.

- 日内瓦 （日内瓦国际机场） 到  亚美尼亚，埃里温 （兹瓦尔特诺茨国际机场）
- 埃里温（埃里温歌剧院）[AT1]
- 埃里温（埃里温阶梯）[AT2]
- 埃里温（梅格利安地毯厂 或 Parvana面包店）
- [AT3] 埃里温（共和国广场） 到 科泰克州 （赫沙凡镇（英语：Hatsavan, Kotayk））
- 加尼（英语：Garni）（加尼神廟）

本赛段任务摘要：
绕道：队伍要选择“针线”或“面包”任一任务。
- 在针线（Thread）中，队伍要前往地毯厂，然后要编制亚美尼亚地毯中的一部分。要求队伍需要正确编织一整排200针的丝线，完成后就能获得下一条线索。
- 在面包（Bread）中，队伍要前往面包店，队伍要铺开面团。然后要利用tonir（亚美尼亚的地下烤箱）烘烤15個叫做lavash的亞美尼亞传统脆麵包。面包师检查满意后就能获得下一条线索。

路障：“谁沒油了？”（"Who's feeling drained?"）：一名队员要挑选一辆拉达VAZ-2101汽车，然后要利用工具打开引擎放出里面的機油，然后要為汽車换上新的機油就能获得下一条线索。
附加任务：
- [AT1]：抵达埃里温后，队伍要前往埃里温歌剧院。到达后他们将会看到舞台上正在表演的马刀舞曲。同时他们需要在整个剧院里寻找线索卡，但队伍不知道的是线索卡其实就藏在剧院清洁工人手上。只要想询问清洁工人，就能获得下一条线索。
- [AT2]：队伍要前往埃里温阶梯，爬上500级的顶上拿取绕道线索。
- [AT3]：绕道后，队伍要前往共和国广场，然后挑选一辆巴士前往一个叫赫沙凡的小镇。

### 第七段（亚美尼亚 → 格鲁吉亚）

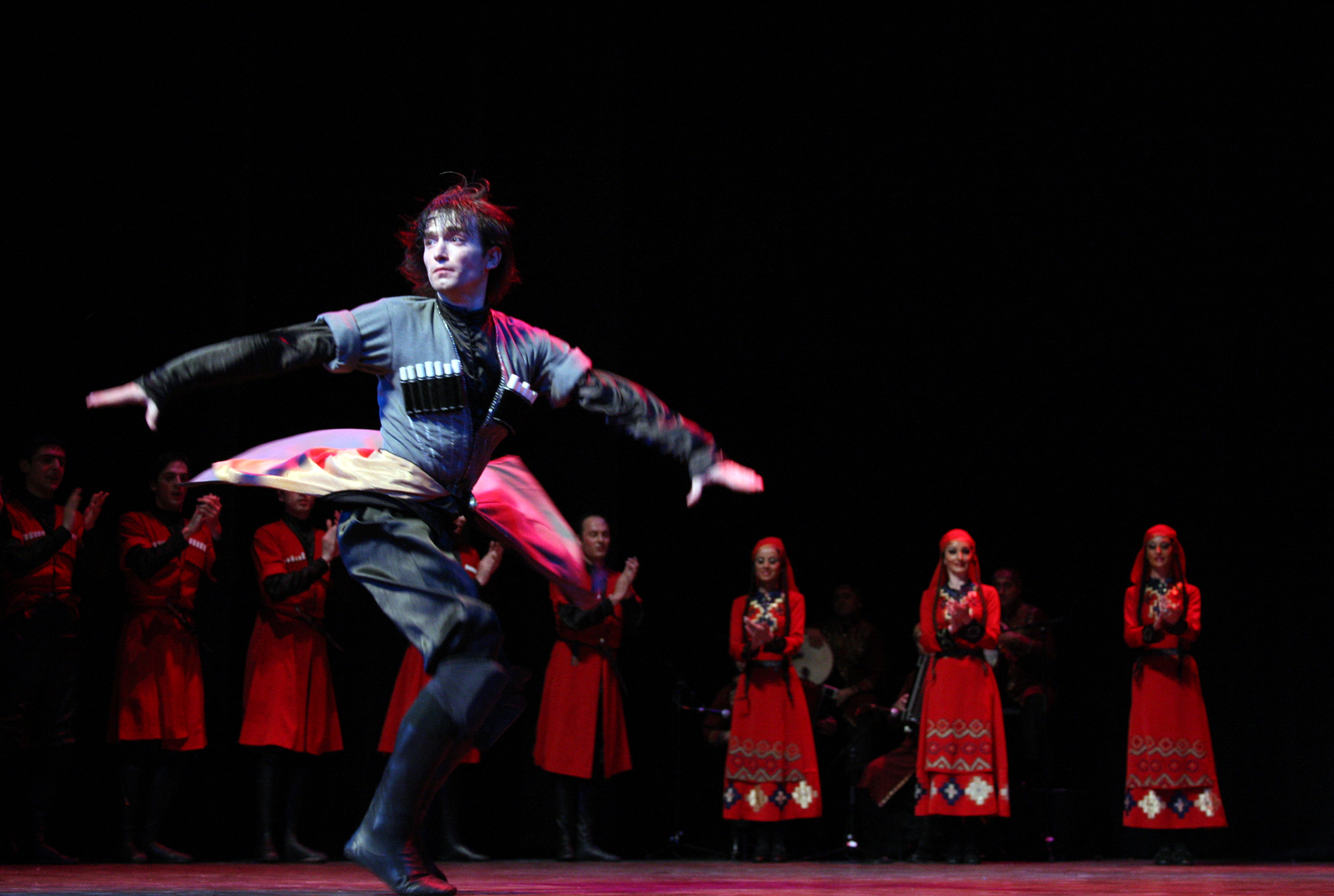
本赛段的路障任务要求队员要表演一道传统的格鲁吉亚舞蹈。

- 埃里温（埃里温车站）到  格鲁吉亚， 第比利斯（第比利斯车站）
- 第比利斯 （自由广场-圣乔治雕像）[AT1]
- 第比利斯 （納里卡拉要塞）[AT2]
- 姆茨赫塔（吉瓦利修道院 -伊阿古酒厂 或 Arsekidzis 15）
- 第比利斯 （鲁斯塔维利剧场）
- 第比利斯 （和平之桥）

本赛段任务摘要：
绕道：队伍要选择“串串”或“清理”任一任务。
- 在串串（String）中，队伍要制作5串丘尔其赫拉（一个腊肠形状的糖漬坚果）。先将20颗榛子串在线上，然后要调制糖浆，蘸上糖浆挂起来风干。被检查满意过后就能获得下一条线索。
- 在清理（Clean）中，队伍要进入埋在地下的巨型酒壶-Kvevri（格鲁吉亚传统酒壶），然后要将酒壶里的秽物清理出来，再用清水和刷子将酒壶清洗干净就能获得下一条线索。

路障：“谁脚步轻盈？”（"Who is light on their feet?"）：一名队员要表演一段快节奏的格鲁吉亚舞蹈。队员要选择一位导师学习舞步，然后要上舞台和格魯吉亞國家芭蕾舞團一起表演。一旦编舞者满意他们的动作和节奏，就能获得下一条线索。
附加任务：
- [AT1]：抵达第比利斯后，队伍要前往自由广场拿到第一条线索。
- [AT2]：队伍要前往纳里卡拉要塞，然后要坐缆车登上顶拿到线索。线索指引队伍前往吉瓦利修道院，拿到绕到任务的线索。

### 第八段（格鲁吉亚 → 阿联酋）

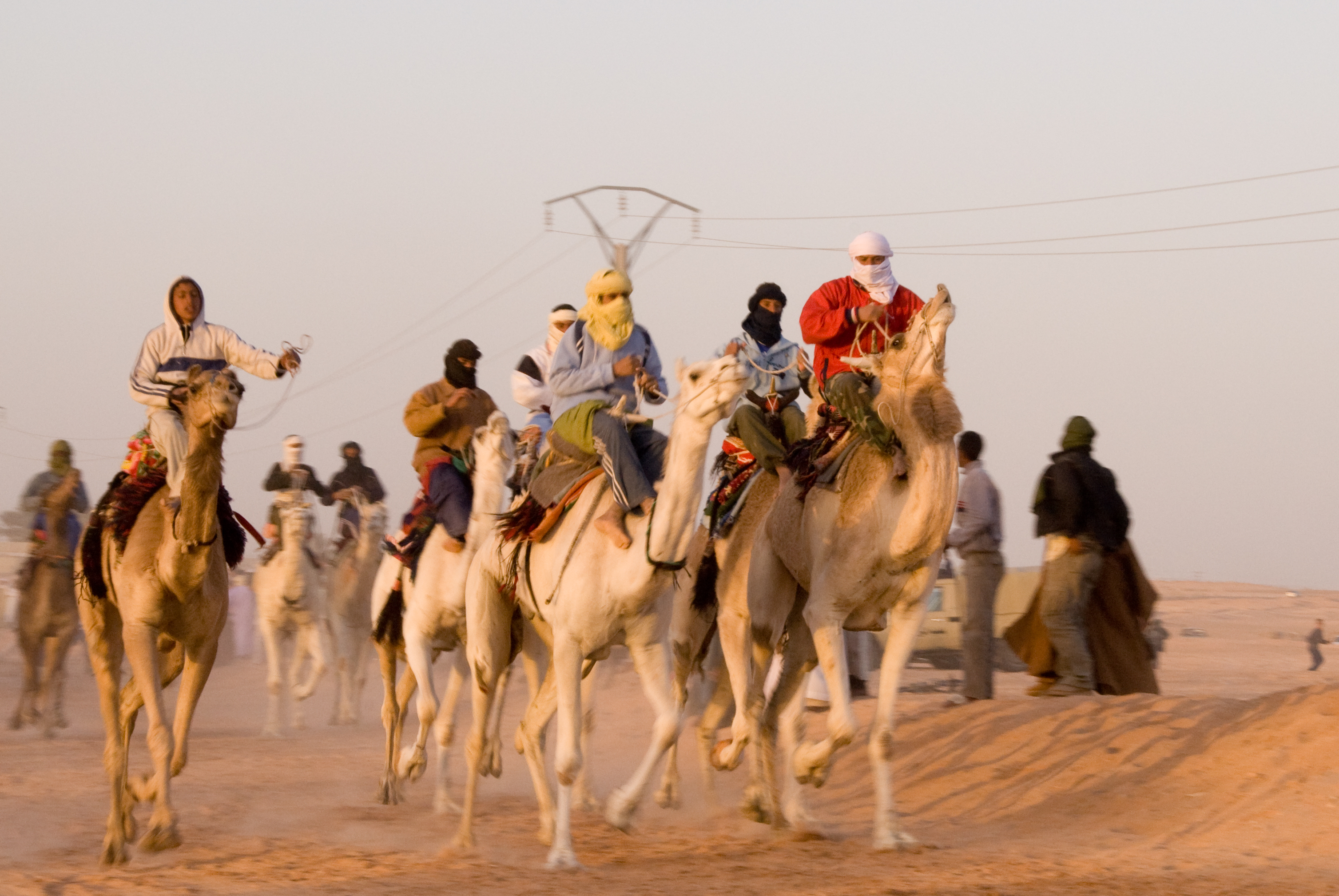
本賽段的其中一個繞道任務，隊伍將要和駱駝賽跑.

- 第比利斯（第比利斯国际机场） 到  阿联酋， 迪拜（迪拜国际机场）
- 阿尔法卡（阿尔法卡沙漠 - 贝都因人营地）[AT1]
- 阿勒玛姆（骆驼赛场）或 阿尔法卡（阿尔法卡沙漠）
- 朱美拉棕榈岛（亚特兰提斯酒店 - 水上冒险乐园）
- 朱美拉棕榈岛（亚特兰提斯酒店 - 水上冒险乐园（波塞冬的复仇））[AT2]
- 迪拜（迪拜溪老市集码头）[AT3]

本赛段任务摘要：
绕道：队伍要选择“赛骆驼”或“绿洲”任一任务。
- 在赛骆驼（Races）中，队伍要前往迪拜駱駝競賽道，兩名隊員要騎上腳踏車，和旁邊的駱駝（速度達到每小時40英里）進行2公里（1.2英里）的賽跑，如果兩名隊員都能先於駱駝跑過終點線，就能獲得下一條線索。如果失敗，將要回到起點重新開始。
- 在绿洲（Oasis）中，队伍要跟著路標，牵着四匹駱駝穿過沙漠，到達一個貝督因人營地，隊伍在哪裡會獲得傳統的regag麵包和駱駝奶，吃完後就能获得下一条线索。

路障：“谁願意上鉤？”（"Who wants to take the bait?"）：一名队员要戴上潛水頭盔，潛入充滿了鯊魚和魔鬼魚的水池，在池底拿起一個密封玻璃水槽，水槽裡附有一個字母拼圖和四個漂浮的金屬字母（R-A-C-E）。隊伍上岸後要設法移動水槽，將漂浮的字母嵌入對應的字母拼圖中。一旦四個字母全部嵌入，就能獲得下一條線索。
附加任务：
- [AT1]：抵達迪拜後，隊伍要在機場外選擇一輛三菱帕杰罗，自駕前往阿尔法卡沙漠的一個標誌著的贝都因人营地。抵達後，隊伍會和贝都因人進行一個鼻子對鼻子的傳統見面儀式（只限男性）。之後就能獲得下一條線索和一個Travelocity的地精吉祥物。
- [AT2]：路障任務後，隊伍要滑下一個最新型的水上機動滑梯 - 波塞冬的复仇（隊伍要垂直站在活板門上，活板門打開，隊伍會自動滑入滑梯）。滑下後就能獲得下一條線索。
- [AT3]：在碼頭，隊伍要乘坐標誌的水上計程車前往中繼站-老市集码头。

### 第九段（阿联酋 → 印度尼西亞）

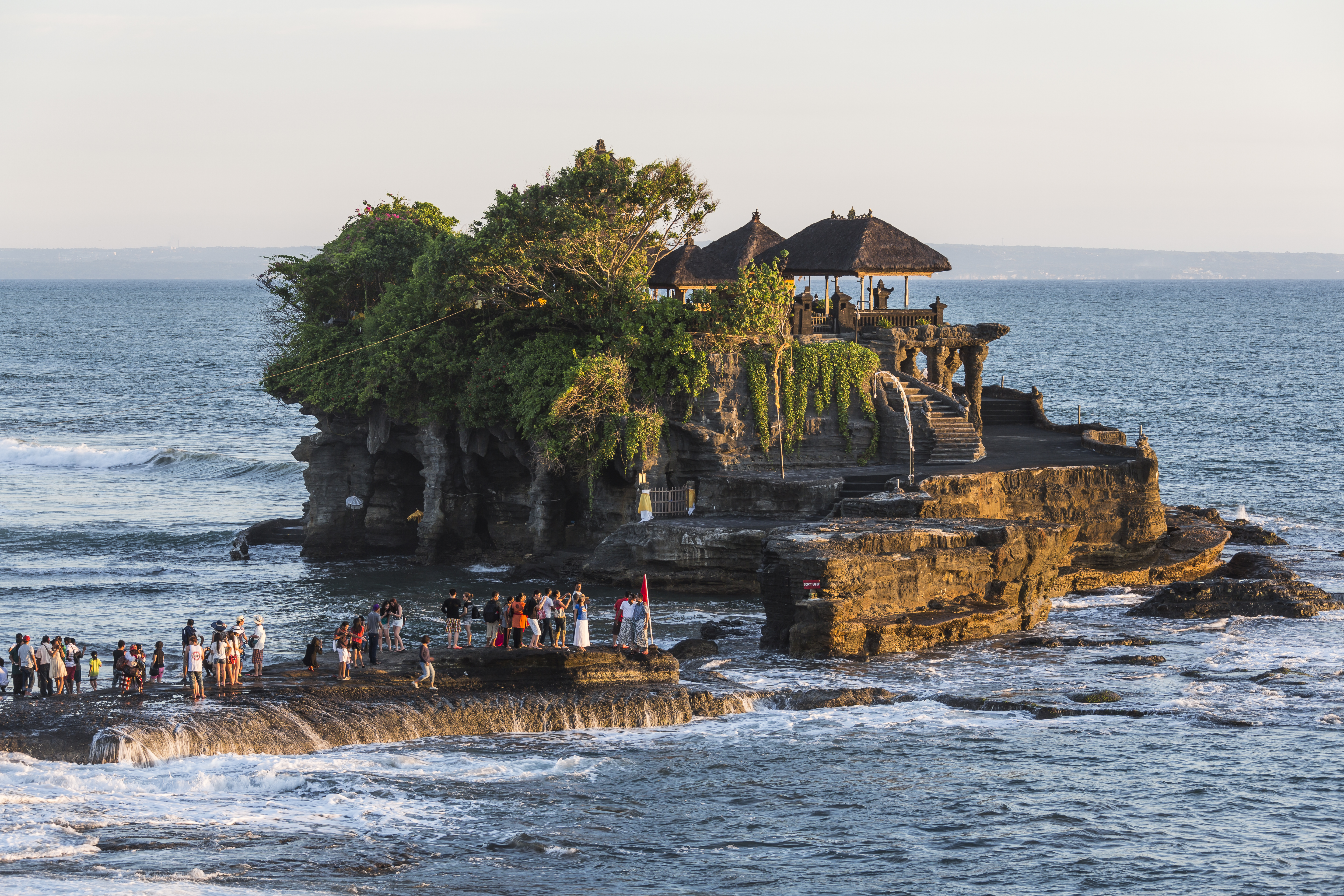
本賽段隊伍要前往海神廟，進行一個傳統的巴厘仪式。圖為海神廟

- 迪拜（迪拜国际机场） 到 印度尼西亚，巴厘岛，登巴萨 （伍拉·赖国际机场）
- 达巴南（海神庙）[AT1]
- 克隆孔（果阿牙也的廟宇 - 蝙蝠洞）
- 克隆孔（庫桑巴海滩）
- 沙努爾（梅尔塔沙丽海滩）
- 沙努爾（瑟瑪望海灘 - 印尼望加锡桅）[AT2]

本赛段任务摘要：
减速障碍： Sheri & Cole由于上赛段最后一名到达，本赛段要进行一项额外的减速任务：兩名隊員要到達一個攤檔，學習製作印尼牛丸面bakso，並要賣給當地人民，當賺到10000印尼盾後，兩名隊員要各自吃掉一碗就能繼續前進。
路障1："谁没白吃盐？"（"Who's worth their salt?"）：一名隊員要學習制盐。隊伍要背上傳統籃子，到海裡裝滿海水，並將海水搖灑在指定的火山砂床上讓其蒸發。完成這一部分後，隊員要到包裝區，將已經蒸發的鹽裝進4個塑料袋內，獲得批准就能得到下一條線索。
路障2："谁想让风筝翱翔天际？"（"Who wants to go fly a kite?"）：一名隊員要參加一年一度的巴厘風箏節，隊員要正確組裝一個30英尺（9.1米）長的傳統風箏，獲得許可後，要和風箏隊伍一起合力將風箏飛起，成功後就能獲得下一條線索。
附加任务：
- [AT1]：抵达巴厘岛后，队伍要前往海神庙，队伍要登记三个出发时间的其中一个（分別為6：15am，6：30am，6：45am）。第二天一大早，依照出发时间进入庙内，队伍要进行巴厘仪式。队伍首先要头顶运送一个宗教祭品到普拉卡朗博隆庙，在运送一条活蟒蛇到达蛇庙，就能获得下一条线索。
- [AT2]：在瑟瑪望海灘，隊伍要劃獨木舟到達停在海中央的印尼望加锡桅-即本賽段的中繼站。

### 第十段（印度尼西亞）
- 倫邦岸島（卡玛湾）[AT1]
- 蘑菇海滩 [AT2]
- 倫邦岸島（起源之廟）[AT3]

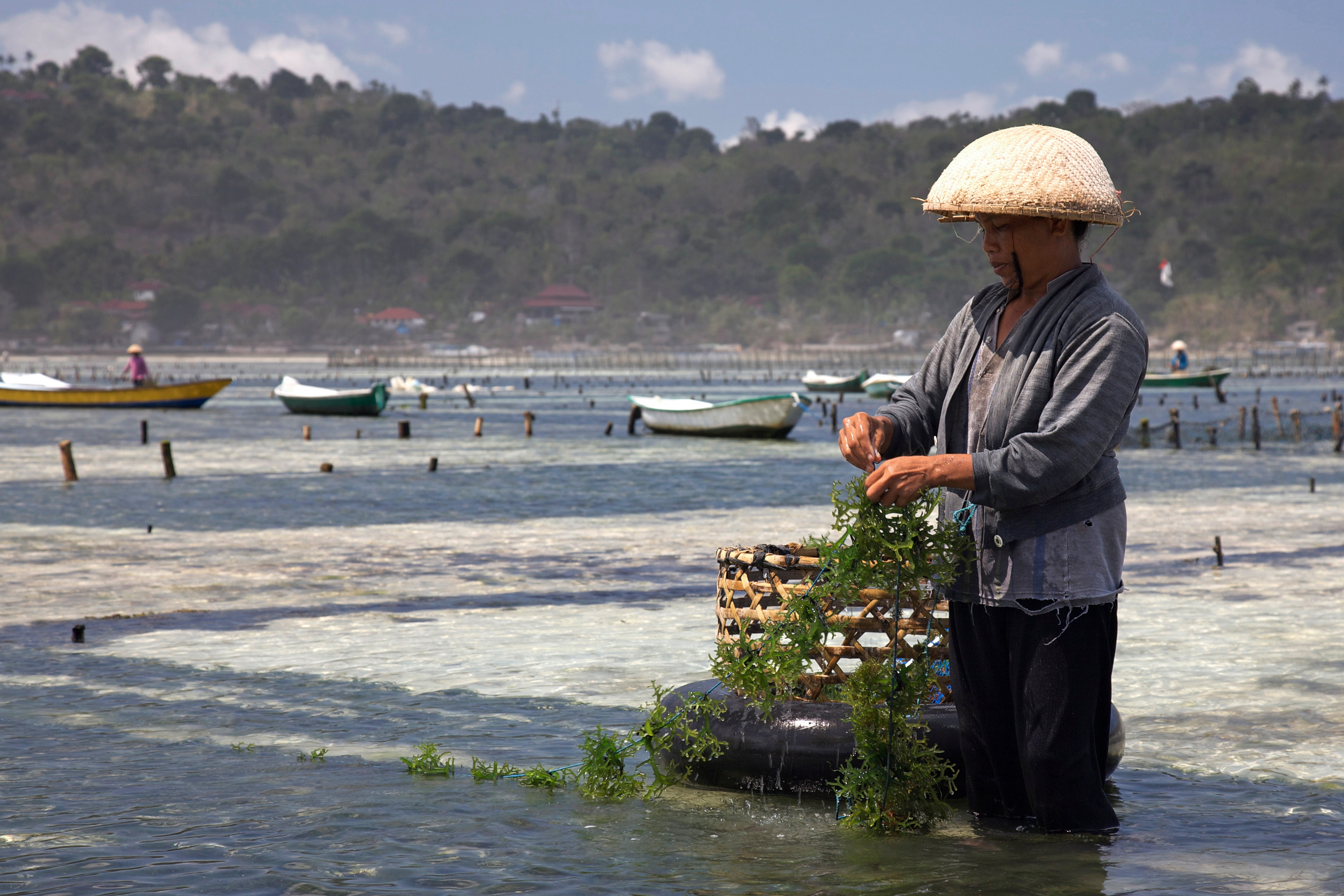
本赛段的其中一个绕道任务，队伍需要收割海苔

- 倫邦岸島（金银岛-黄桥 或 海苔养殖场）
- 倫邦岸島（日出餐厅）
- 倫邦岸島（蓝湖）
- 倫邦岸島（巴加山迪纪念塔）

本赛段任务摘要：
绕道：队伍要选择“运输”或“採收”任一任务。
- 在运输（Haul）中，队伍要来回不停地穿过拥挤的吊桥，从桥的另一边徒手运送50个椰子和4只鸡，运送完成就能獲得下一條線索。
- 在採收（Harvest）中，队伍要划独木舟，在指定水域里收割足够的海苔，然后到岸上平铺在盖篷布上，一旦海苔全部覆盖在布上，渔夫会交出下一条线索。

路障："谁喜欢藍？"（"Who's feeling blue?"）：一名隊員要骑水上摩托车前往蓝湖，然后要爬吊梯登上4层楼高的悬崖顶上。在哪里，他们会受到拯溺雄心的救生员Anthony "Harries" Carroll的指导，然后他们要从40英尺（12米）的悬崖上一跃而下跳入水里就能获得下一条线索。
附加任务：
- [AT1]：本赛段一开始，队伍要坐船前往卡玛湾，然后要潜入水里，在3个缠在海底珊瑚上的线索箱里找出他们的线索。
- [AT2]：上岸后，队伍要选择一辆小型巴士前往下一个线索地点。
- [AT3]：在登上庙宇的阶梯前，队伍要换上纱笼，然后跟着装扮成猴子的舞者登上楼梯，登上后猴子会给他们下一条线索。

### 第十一段（印度尼西亞 → 中国）

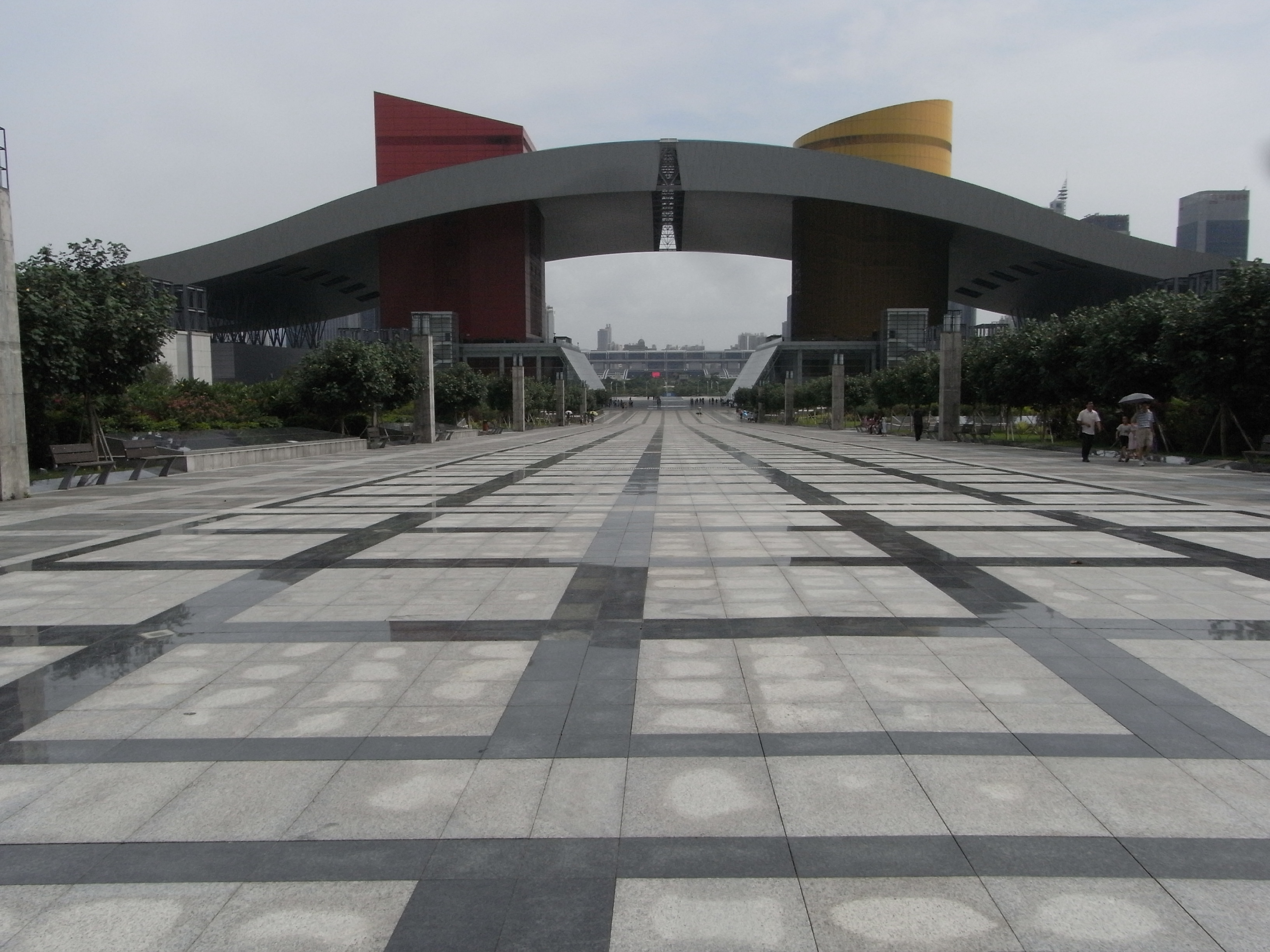
本賽段的中繼站設在深圳書城中心城。圖為深圳書城中心城

- 登巴萨（伍拉·赖国际机场） 到  中國，深圳（深圳宝安国际机场）
- 宝安 （深圳宝安国际机场離境大堂）[AT1]
- 宝安（机场新航站楼公交站） 到（后瑞地铁站2公交站）
- 宝安（后瑞站） 到 南山（世界之窗站）
- 南山（世界之窗 – 艾菲爾鐵塔）[AT2]
- 福田 （荔枝公园 – 揽月桥）[AT3]
- 龙岗（大芬村）
- 福田（深圳图书馆二楼平台遠望市民中心）[AT4]

本赛段任务摘要：
路障："谁想看看世界？"（"Who's feeling blue?"）：在世界之窗，一名隊員會拿到一本虛擬護照本，然後要從世界之窗園區裡（一個有130個世界著名建築物的複製品的公園）根據線索上的短語提示，找出6個指定的建築物。6個短語提示分別為：
- The Sphinx is guardian of these ancient structures of Giza - 埃及金字塔
- You could watch reenactments of famous battles here - 罗马斗兽场
- This palace is actually a mausoleum framed by 4 minarets - 泰姬陵
- Quasimodo rang the bell of this French Gothic cathedral in Victor Hugo's classic novel - 巴黎聖母院
- This statue has the head of a lion and the body of a fish - 新加坡鱼尾狮
- You can see the Pope give mass at this Vatican City square - 聖伯多祿廣場

在每個建築物外，都能找到一張自貼照片，將照片貼在虛擬護照本上，當集滿6個並正確無誤就能獲得下一條線索。
绕道：队伍要选择“通勤單車”或“艺术大师”任一任务。
- 在通勤單車（Commuter Cycle）中，队伍要穿上職業服裝，學習騎自平衡單輪車。一旦認為練習足夠熟練並不會掉下，隊伍要各自手拿一個公文包和一杯咖啡，騎乘自平衡單輪車穿過一個繁忙的街道，到達終點後，他們會得到公文包的密碼鎖(000)，打開公文包就有他們的下一條線索。
- 在艺术大师（Master of Arts）中，队伍要在大芬油畫村的廣場上搜尋一個拿著標誌著的畫筆的畫家，找到後畫家會引領隊伍進入一家商店。店裡會找到一堆被拆開了的藝術畫作，隊伍要搬運全部畫作到指定的另一家商店。成功搬運後，隊伍要用錘子和釘子將拆開了的畫作像拼圖般牢牢釘在牆上，經過店長檢查滿意過後就能獲得下一條線索。

附加任务：
- [AT1]：在抵達深圳宝安国际机场後，隊伍要前往離境大堂找到下一條線索。
- [AT2]：隊伍要乘坐巴士和地鐵前往世界之窗 – 艾菲爾鐵塔，找到路障的線索。
- [AT3]：完成路障後，隊伍要前往荔枝公园 – 揽月桥，隊伍要在那裡找到繞道線索。
- [AT4]：完成繞道後，隊伍要根據線索相片上的建築物，前往深圳市民中心，到達後，他們要搜尋設在深圳图书馆二楼平台的中繼站。

### 第十二段（中国 → 美国）

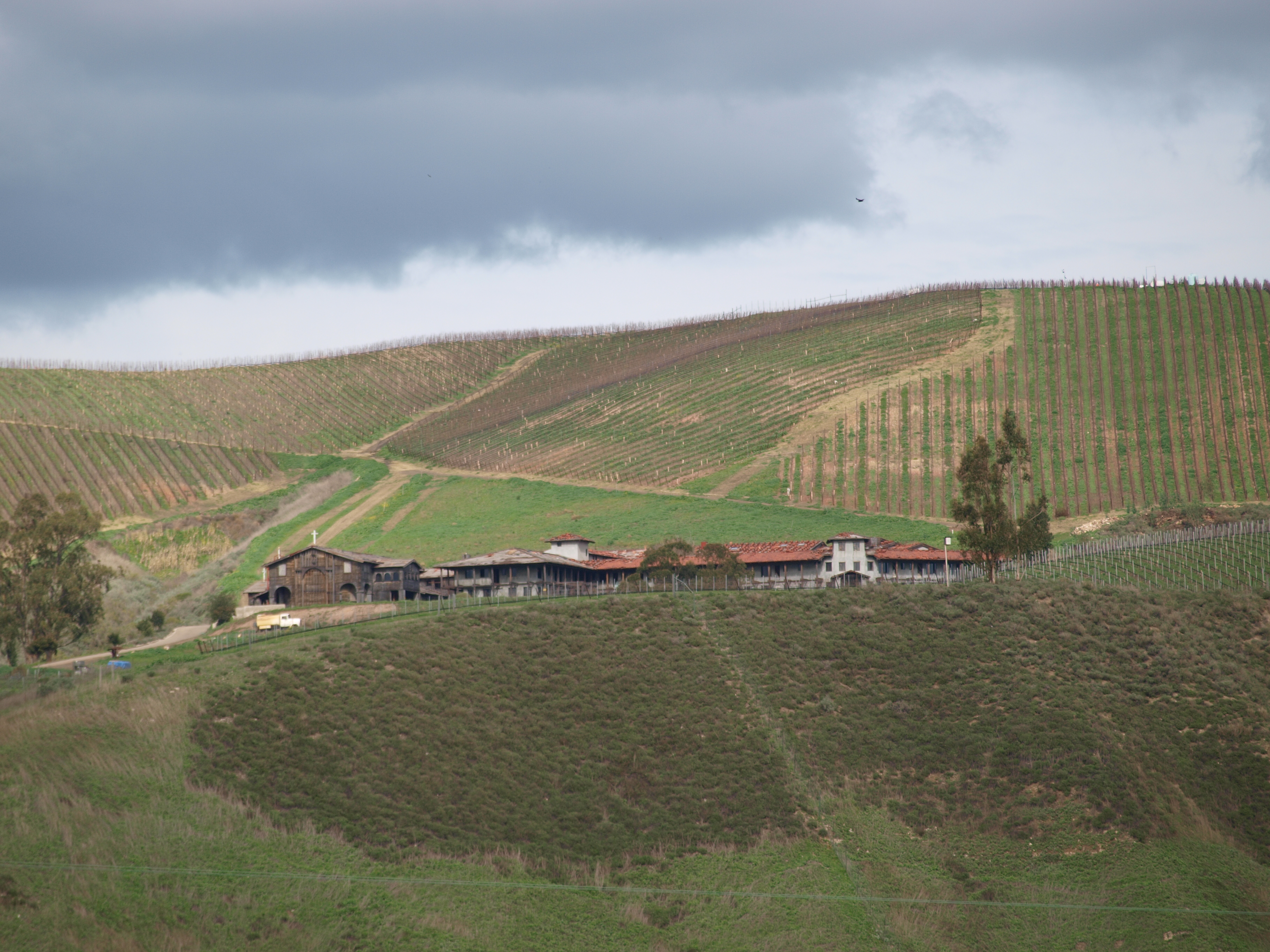
本賽季的最後一個路障任務將在格拉西尼家庭葡萄園進行

- 廣州 （廣州白雲機場） 到 美国，加利福尼亚州，洛杉矶（洛杉矶国际机场）
- 洛杉矶（天使公寓）
- 圣巴巴拉（聖巴巴拉市政機場）[AT1]
- 圣巴巴拉（聖巴巴拉海事博物館（斯特恩斯碼頭）- 翠莎安號）[AT2]
- 圣巴巴拉（響尾蛇峽谷）[AT3]
- 圣巴巴拉（格拉西尼家庭葡萄園）

本赛段任务摘要：
路障1："谁準備好作信心一躍?"（"Who wants to take a leap of faith?"）：一名隊員要選擇一名教練，登上天使公寓的頂樓天台，在教練的指導下，隊員系上垂降繩並要在130英尺（40米）的平台上跳出去，嘗試抓住懸吊在面前的線索卡。如果未能抓住，隊員要垂降到地面並重新嘗試，但每失敗一次，線索卡懸吊的位置都會距離選手更近。
路障2："谁想滾酒桶?"（"Who wants to roll out the barrels?"）：一名隊員要在一連串的酒桶蓋子上，正確整理出印在蓋面上的字母和主題標籤（hashtags），字母順序是根據他們在這次比賽裡去過的城市的名字，並要和主題標籤的內容相配（主題標籤的內容在比賽期間會在線索卡多次暗示出現）。隊伍要按照比賽時間順序，正確將酒桶蓋上的字母拼對並將酒桶蓋掛在相應位置上，完成後就能獲得下一條線索，往終點線衝刺。
- 主題標籤和城市名字的對應為：

| 主題標籤              | 城市                    |
| --------------------- | ----------------------- |
| #MuseoSoumaya         | Mexico City（墨西哥城） |
| #WalledCity           | Cartagena（卡塔赫纳）   |
| #JetStream            | Geneva（日內瓦）        |
| #MontBlanc            | Chamonix（霞慕尼）      |
| #12thCapital          | Yerevan（埃里溫）       |
| #AncientWorld         | Tbilisi（第比利斯）     |
| #Desert               | Dubai（迪拜）           |
| #TropicalParadise     | Denpasar（登巴薩）      |
| #SiliconValleyofChina | Shenzhen（深圳）        |

例如：以墨西哥城為例，要先掛上一直對應的主題標籤的蓋子（#MuseoSoumaya）在最前面，然後在後面依次掛上印有字母的蓋子（M,E,X,I,C,O,C,I,T,Y)，以此類推。
附加任务：
- [AT1]：完成路障1後，隊伍在聖巴巴拉市政機場，乘坐直升機前往圣巴巴拉。
- [AT2]：在斯特恩斯碼頭，隊伍要乘坐標誌著的小艇，在眾多船中找到翠莎安號，找到後，漁民會交出下一條線索。
- [AT3]：在響尾蛇峽谷，隊伍要挑戰同步登山的任務，當一名隊員在峽谷間懸吊在水平鋼索上，以手拉鋼索前進拿到吊在鋼索中間的一半的線索卡。在手拉鋼索前進的同時，會讓他們的隊員在懸崖上被垂直拉起，以拿到掛在懸崖上的另一半線索卡。當兩名隊員都拿到各自的線索卡，拼湊在一起就能知道內容。